# Tricyrtis lasiocarpa
Tricyrtis lasiocarpa là một loài thực vật có hoa trong họ Măng tây. Loài này được Matsum. miêu tả khoa học đầu tiên năm 1897.